# Thành Cổ Loa

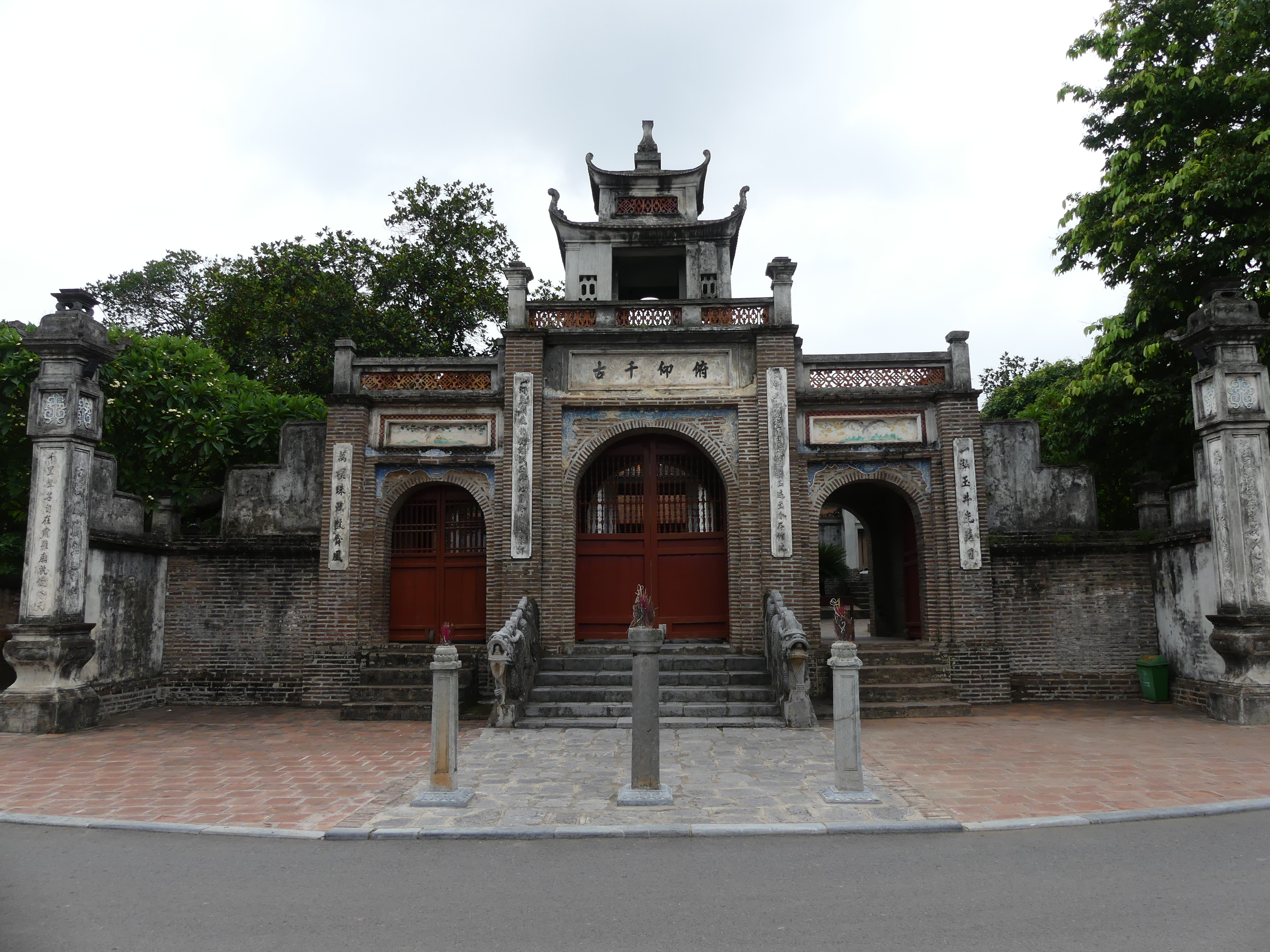
Đền thờ An Dương Vương tại khu di tích Cổ Loa

Thành Cổ Loa là kinh đô của nhà nước Âu Lạc dưới thời An Dương Vương vào khoảng thế kỷ thứ 3 trước Công nguyên và của nhà nước phong kiến dưới thời Ngô Quyền thế kỷ 10 tại vùng đất xã Cổ Loa, huyện Đông Anh, Hà Nội.

## Bối cảnh địa lý
Vào thời Âu Lạc, Cổ Loa nằm vào vị trí đỉnh của tam giác châu thổ sông Hồng và là nơi giao lưu quan trọng của đường thủy và đường bộ. Từ đây có thể kiểm soát được cả vùng đồng bằng lẫn vùng sơn địa. Cổ Loa là một khu đất đồi cao ráo nằm ở tả ngạn sông Hoàng. Con sông này qua nhiều thế kỷ bị phù sa bồi đắp và nay đã trở thành một con lạch nhỏ, nhưng xưa kia sông Hoàng là một con sông nhánh lớn quan trọng của sông Hồng, nối liền sông Hồng với sông Cầu, con sông lớn nhất trong hệ thống sông Thái Bình. Như vậy, về phương diện giao thông đường thủy, Cổ Loa có một vị trí vô cùng thuận lợi hơn bất kỳ ở đâu tại đồng bằng Bắc Bộ vào thời ấy. Đó là vị trí nối liền mạng lưới đường thủy của sông Hồng cùng với mạng lưới đường thủy của sông Thái Bình. Hai mạng lưới đường thủy này chi phối toàn bộ hệ thống đường thủy tại Bắc bộ Việt Nam. Qua con sông Hoàng, thuyền bè có thể tỏa đi khắp nơi, nếu ngược lên sông Hồng là có thể thâm nhập vào vùng Bắc hay Tây Bắc của Bắc Bộ, nếu xuôi sông Hồng, thuyền có thể ra đến biển cả, còn nếu muốn đến vùng phía Đông Bắc bộ thì dùng sông Cầu để thâm nhập vào hệ thống sông Thái Bình đến tận sông Thương và sông Lục Nam.
Địa điểm Cổ Loa chính là Phong Khê, lúc đó là một vùng đồng bằng trù phú có xóm làng, dân chúng đông đúc, sống bằng nghề làm ruộng, đánh cá và thủ công nghiệp. Việc dời đô từ Phong Châu về đây, đánh dấu một bước ngoặt phát triển của dân cư Việt cổ, giai đoạn người Việt chuyển trung tâm quyền lực từ vùng Trung du bán sơn địa về định cư tại vùng đồng bằng. Việc định cư tại đồng bằng chứng tỏ một bước tiến lớn trong các lãnh vực xã hội, kinh tế trong giao tiếp, trao đổi con người dễ dàng đi lại bằng đường bộ hay bằng đường thủy; trong nông nghiệp có bước tiến đáng kể về kỹ thuật trồng lúa nước, mức độ dân cư cũng đông đúc hơn.
Trung tâm quyền lực của các cư dân Việt ở đồng bằng sông Hồng cũng thể hiện sự phát triển về chiều rộng của Văn hóa Đông Sơn.
Thành Cổ Loa được xây bằng đất do thời ấy ở Âu Lạc chưa có gạch nung. Khu vực Cổ Loa được coi là một nền đất yếu nên việc xây dựng thành Cổ Loa có thể khó khăn và thành bị đổ nhiều lần là dễ hiểu. Khi xẻ dọc thành để nghiên cứu, các nhà khảo cổ học phát hiện kỹ thuật gia cố thành của Thục Phán: chân thành được chẹn một lớp tảng đá. Hòn nhỏ có đường kính 15 cm, hòn lớn có đường kính 60 cm. Xung quanh Cổ Loa, một mạng lưới thủy văn dày đặc đã được tạo ra thành một vùng khép kín, thuận lợi cho việc xây dựng căn cứ thủy binh hùng mạnh. Thuở ấy, sông Thiếp – Ngũ Huyền Khê - Hoàng Giang thông với sông Cầu ở Thổ Hà, Quả Cảm (Hà Bắc) thông với sông Hồng ở Vĩnh Thanh (Đông Anh). Ngay sau khi xây thành, Thục Phán An Dương Vương đã chiêu tập những thợ mộc giỏi, sử dụng gỗ ở địa phương đóng thuyền chiến. Nhân dân cũng được điều tới khai phá rừng đa (Gia Lâm), rừng Mơ (Mai Lâm), rừng dâu da (Du Lâm)... thành ruộng. Những hiệp thợ chuyên rèn vũ khí cũng xuất hiện, chế tạo côn, kiếm, giáo, mác và nỏ liên châu, mỗi phát bắn nhiều mũi tên. Có nhiều bằng chứng khảo cổ về sự tồn tại của hàng chục vạn mũi tên đồng, có thể dùng nỏ liên châu ở đây. Xem thêm Truyền thuyết Cổ Loa.

## Cấu trúc Thành Cổ Loa

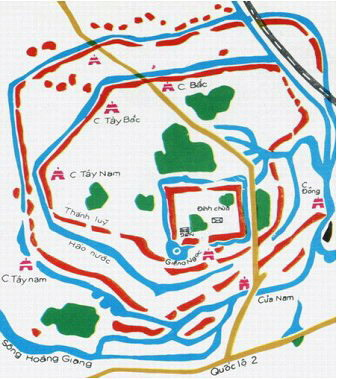
Sơ đồ thành Cổ Loa.

Thành Cổ Loa được các nhà khảo cổ học đánh giá là "tòa thành cổ nhất, quy mô lớn vào bậc nhất, cấu trúc cũng thuộc loại độc đáo nhất trong lịch sử xây dựng thành lũy của người Việt cổ".
Khi xây thành, người Việt cổ đã biết lợi dụng tối đa và khéo léo các địa hình tự nhiên. Họ tận dụng chiều cao của các đồi, gò, đắp thêm đất cho cao hơn để xây nên hai bức tường thành phía ngoài, vì thế hai bức tường thành này có đường nét uốn lượn theo địa hình chứ không băng theo đường thẳng như bức tường thành trung tâm. Người xưa lại xây thành bên cạnh con sông Hoàng để dùng sông này vừa làm hào bảo vệ thành vừa là nguồn cung cấp nước cho toàn bộ hệ thống hào vừa là đường thủy quan trọng. Đầm Cả rộng lớn nằm ở phía Đông cũng được tận dụng biến thành bến cảng làm nơi tụ họp cho đến cả hàng trăm thuyền bè.
Chất liệu chủ yếu dùng để xây đá và gốm vỡ. Đá được dùng để kè cho chân thành được vững chắc. Các đoạn thành ven sông, ven đầm được kè nhiều đá hơn các đoạn khác. Đá kè là loại đá tảng lớn và đá cuội được chở tới từ các miền khác. Xen giữa đám đất đá là những lớp gốm được rải dày mỏng khác nhau, nhiều nhất là ở chân thành và rìa thành để chống sụt lở. Các cuộc khai quật khảo cổ học đã tìm thấy một số lượng gốm khổng lồ gồm ngói ống, ngói bản, đầu ngói, đinh ngói. Ngói có nhiều loại với độ nung khác nhau. Có cái được nung ở nhiệt độ thấp, có cái được nung rất cao gần như sành. Ngói được trang trí nhiều loại hoa văn ở một mặt hay hai mặt.
Thành Cổ Loa theo tương truyền gồm 9 vòng xoáy trôn ốc, nhưng căn cứ trên dấu tích hiện còn, các nhà khoa học nhận thấy thành có 3 vòng, trong đó vòng thành nội rất có thể được làm về sau, dưới thời Ngô Quyền. Chu vi vòng ngoài 8 km, vòng giữa 6,5 km, vòng trong 1,6 km, diện tích trung tâm lên tới 2 km². Thành được xây theo phương pháp đào đất đến đâu, khoét hào đến đó, thành đắp đến đâu, lũy xây đến đó. Mặt ngoài lũy dốc thẳng đứng, mặt trong thoải để đánh vào thì khó, trong đánh ra thì dễ. Lũy cao trung bình từ 4–5 m, có chỗ cao đến 8–12 m. Chân lũy rộng 20–30 m, mặt lũy rộng 6–12 m. Khối lượng đất đào đắp ước tính 2,2 triệu mét khối.

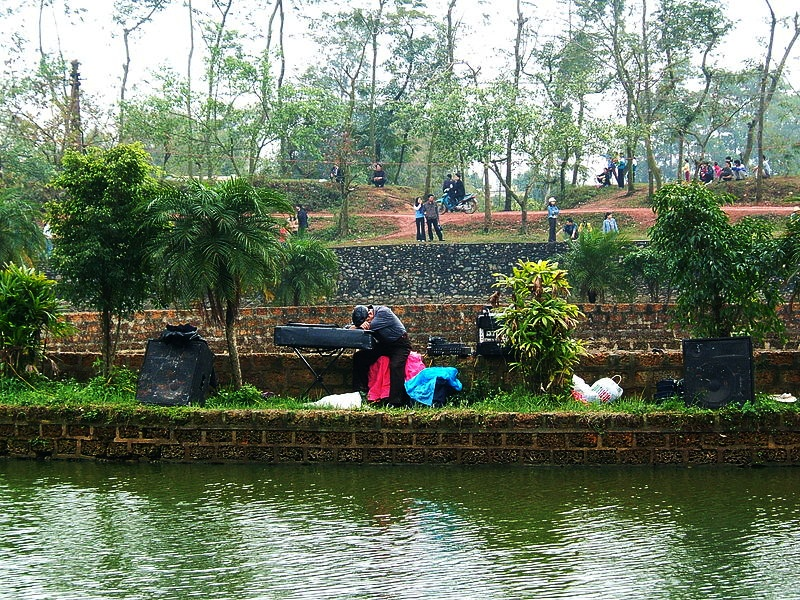
Một đoạn tường thành mùa lễ hội.

Thành nội hình chữ nhật, cao trung bình 5 m so với mặt đất, mặt thành rộng từ 6–12 m, chân rộng từ 20–30 m, chu vi 1.650 m và có một cửa nhìn vào tòa kiến trúc Ngự triều di quy.
Thành trung là một vòng thành không có khuôn hình cân xứng, dài 6.500 m, nơi cao nhất là 10 m, mặt thành rộng trung bình 10 m, có bốn cửa ở các hướng đông, bắc, tây bắc và tây nam, trong đó cửa đông ăn thông với sông Hồng.
Thành ngoại cũng không có hình dáng rõ ràng, dài hơn 8.000m, cao trung bình 3–4 m (có chỗ tới hơn 8 m).
Mỗi vòng thành đều có hào nước bao quanh bên ngoài, hào rộng trung bình từ 10m đến 30m, có chỗ còn rộng hơn. Các vòng hào đều thông với nhau và thông với sông Hoàng. Sự kết hợp của sông, hào và tường thành không có hình dạng nhất định, khiến thành như một mê cung, là một khu quân sự vừa thuận lợi cho tấn công vừa tốt cho phòng thủ.
Sông Hoàng được dùng làm hào thiên nhiên cho thành ngoại ở về phía tây nam và am. Phần hào còn lại được đào sát chân tường thành từ gò Cột Cờ đến Đầm Cả. Con hào này nối với hào của thành trung ở Đầm Cả và Xóm Mít, chảy qua cửa Cống Song nối với năm con lạch có hình dáng như bàn tay xòe và với một nhánh của con lạch này, nước chảy thông vào vòng hào của thành Nội.
Thuyền bè đi lại dễ dàng trên ba vòng hào để đến trú đậu ở Đầm Cả hoặc ra sông Hoàng và từ đó có thể tỏa đi khắp nơi. Theo truyền thuyết, Thục Phán An Dương Vương thường dùng thuyền đi khắp các hào rồi ra sông hồng .

## Giá trị của thành Cổ Loa
Trong cấu trúc chung của thành Cổ Loa còn có một yếu tố khác làm phong phú thêm tổng thể kiến trúc này. Đó là những gò đất dài hoặc tròn được đắp rải rác giữa các vòng thành hoặc nằm ngoài thành ngoại. Không biết được có bao nhiêu ụ, lũy như thế, nhưng một số được dân chúng gọi là Đống Dân, Đống Chuông, Đống Bắn... Các lũy này được dùng làm công sự, có nhiệm vụ của những pháo đài tiền vệ, phối hợp với thành, hào trong việc bảo vệ và chiến đấu. Đây cũng là một điểm đặc biệt của thành Cổ Loa. Cổ Loa cũng được biết đến là một trong những đô thị đầu tiên trong lịch sử nước ta.
Về mặt quân sự, thành Cổ Loa thể hiện sự sáng tạo độc đáo của người Việt cổ trong công cuộc giữ nước và chống ngoại xâm. Với các bức thành kiên cố, với hào sâu rộng cùng các ụ, lũy, Cổ Loa là một căn cứ phòng thủ vững chắc để bảo vệ nhà vua, triều đình và kinh đô. Đồng thời là một căn cứ kết hợp hài hòa thủy binh cùng bộ binh. Nhờ ba vòng hào thông nhau dễ dàng, thủy binh có thể phối hợp cùng bộ binh để vận động trên bộ cũng như trên nước khi tác chiến.
Về mặt xã hội, với sự phân bố từng khu cư trú cho vua, quan, binh lính, thành Cổ Loa là một chứng cứ về sự phân hóa của xã hội thời ấy. Thời kỳ này, vua quan không những đã tách khỏi dân chúng mà còn phải được bảo vệ chặt chẽ, sống gần như cô lập hẳn với cuộc sống bình thường. Xã hội đã có giai cấp rõ ràng và xã hội có sự phân hóa giàu nghèo rõ ràng hơn thời Vua Hùng.
Về mặt văn hóa, là một tòa thành cổ nhất còn để lại dấu tích, Cổ Loa trở thành một di sản văn hóa, một bằng chứng về sự sáng tạo, về trình độ kỹ thuật cũng như văn hóa của người Việt cổ. Đá kè chân thành, gốm rải rìa thành, hào nước quanh co, ụ lũy phức tạp, hỏa hồi chắc chắn và nhất là địa hình hiểm trở ngoằn ngoèo, tất cả những điều này làm chứng cho nghệ thuật và văn hóa thời An Dương Vương. Hàng năm, vào ngày 6 tháng giêng âm lịch, cư dân Cổ Loa tổ chức một lễ trang trọng để tưởng nhớ đến những người xưa đã có công xây thành, và nhất là để ghi ơn An Dương Vương.
Hiện nay Cổ Loa là một trong 21 Khu du lịch Quốc gia của Việt Nam, và vào ngày 27/9/2012 Di tích lịch sử kiến trúc nghệ thuật và khảo cổ Cổ Loa được Thủ tướng Chính phủ quyết định xếp hạng di tích quốc gia đặc biệt.

## Di vật khảo cổ
Trên địa phận thành, các nhà khảo cổ đã từng khai quật được nhiều mộ cổ, hàng vạn mũi tên đồng ba cạnh, khuôn đúc mũi tên, rìu lưỡi xéo bằng đồng, trống đồng và thậm chí cả ngói ống.

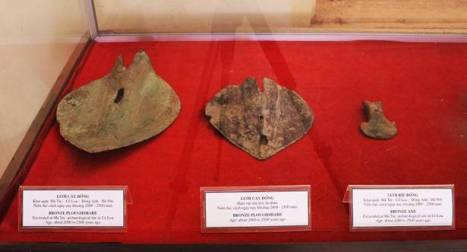
Lưỡi cày đồng và lưỡi rìu đồng
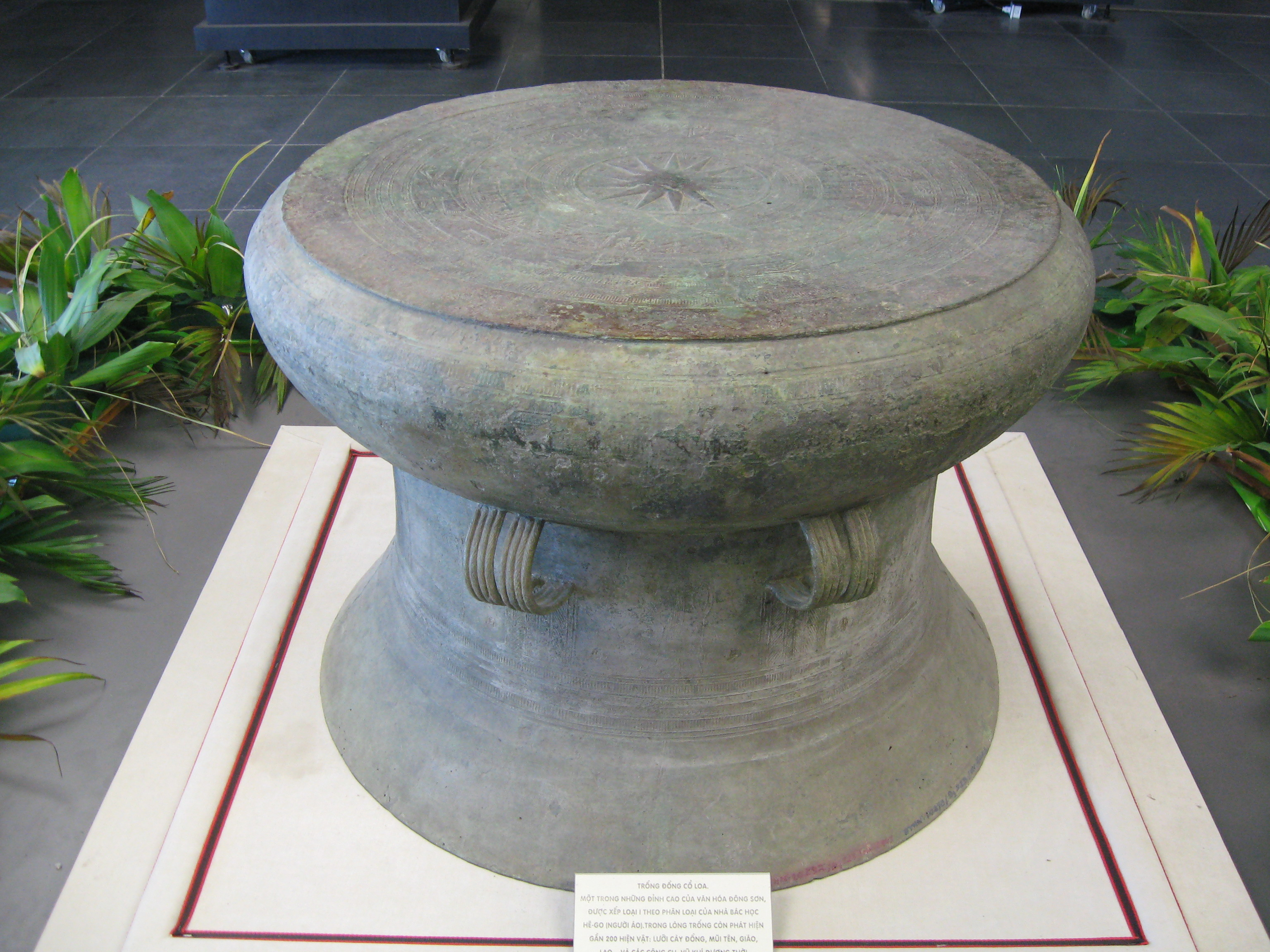
Trống đồng Cổ Loa
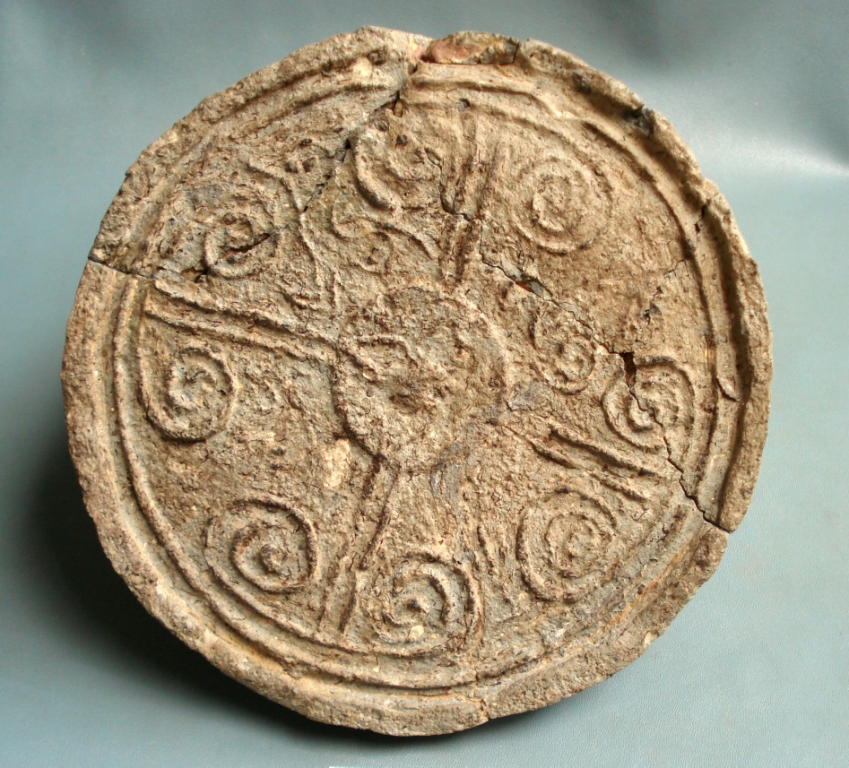
Bề mặt ngói ống tại Cổ Loa